# Prawdziwi komuniści
Prawdziwi komuniści (ros. Истинные коммунисты) - pierwsza znana nielegalna organizacja młodzieżowa w ZSRR, która utożsamiała się z marksizmem i komunizmem odrzucając równocześnie praktykę polityczną stalinizmu. Przez cały okres swojego istnienia działała w Dżalalabadzie. 

## Działalność
Organizację powołali w październiku 1940 uczniowie starszych klas szkoły nr 1 w Dżalalabadzie - Iwan Jacuk i Jurij Szokk. Założyli oni nielegalne kółko uczniowskie, które miało zajmować się samodzielną analizą tekstów marksistowskich (przede wszystkim dzieł Karola Marksa i Fryderyka Engelsa) oraz poznawaniem historii ZSRR. Członkowie organizacji opowiadali się przeciwko kultowi jednostki, uważając go za przejaw degeneracji idei komunistycznych, i planowali w dalszym rozrachunku podjąć działania na rzecz gruntownych przemian w partii i państwie. Innymi znanymi działaczami grupy byli Aleksandr Jelin, Szamil Gubajdulin i Kamil Sałachutdinow. Grupa przyjęła nazwę Prawdziwi Komuniści, by zaakcentować swój sprzeciw wobec stalinizmu i zarazem podkreślić związek z teorią marksistowską jako podstawą programu. 
Działalność organizacji, ze względu na jej niewielką liczebność, ograniczała się do spotkań, w czasie których dyskutowano na temat bieżącej polityki partyjnej, problemów ZSRR oraz analizowano literaturę marksistowską. Członkowie grupy starali się zachęcać do przyłączenia się do niej również innych uczniów szkoły. Działalność Prawdziwych Komunistów zamarła jednak po aresztowaniu w grudniu 1940 Jacuka, Szokka, Jelina i Gubajdulina, zaś w styczniu - Sałachutdinowa. 

## Proces
Organizacja została uznana za przejaw wrogiej wobec ZSRR opozycji wewnętrznej. W procesie Prawdziwych Komunistów Szokk i Jacuk, uznani za głównych prowodyrów, zostali skazani na 10 lat łagru i pozbawienie praw obywatelskich na 5 lat. Jelin i Gubajdulin trafili do więzień na 8 lat, tracąc prawa obywatelskie na 3 lata, natomiast Sałachutdinow został skazany odpowiednio na 6 lat więzienia i 2 lata utraty praw obywatelskich. 